# Walther Hohmann
Ernst Paul Walther Hohmann (* 6. Oktober 1883 in Quedlinburg; † nach 1942) war ein deutscher nationalsozialistischer leitender Schulbeamter.
Hohmann legte 1904 das Abitur in Quedlinburg ab. Er studierte in Freiburg/Br., Berlin und Halle a.d.S. Geschichte und alte Sprachen bis zum Staatsexamen 1908. Gleichzeitig promovierte er in Halle a.d.S. und 1909/10 leistete er seinen Wehrdienst in Spandau. Während seines Studiums wurde er 1904 Mitglied der Burschenschaft Franconia Freiburg. Seine Lehrerausbildung fand in Greifswald und Quedlinburg statt, in Mühlhausen trat er die erste Stelle an. Ab 1911 unterrichtete er am Friedrich-Ludwig-Jahn-Gymnasium Greifswald. Im Ersten Weltkrieg erwarb er das Eiserne Kreuz 2. und 1. Klasse, bevor er 1919 aus dem Militär ausschied. 1920 wurde er Studiendirektor in Eschwege. Von 1922 bis 1934 leitete er das Fichte-Gymnasium Hagen, ab Mai 1934 das Friedrich-Wilhelm-Gymnasium Köln, später wurde er noch Oberschulrat in Magdeburg. Er trat zum 1. Mai 1933 der NSDAP bei (Mitgliedsnummer 3.131.648), war Gausachbearbeiter des NS-Lehrerbund für Geschichte in Köln-Aachen und trat entschieden für Rassismus und Antisemitismus in den Lehrbüchern ein. 1942 empfahl er die Ausrichtung der Lehrpläne an den Napolas. Mit Wilhelm Schiefer, Oberstudiendirektor in Kleve, schrieb er das nationalsozialistische Lehrbuch Volk und Reich der Deutschen.

## Schriften
- Aitolien und die Aitolier bis zum lamischen Kriege. Halle a. d. S. 1908 [= Dissertation in Halle 1908].
- Die Volkshochschule, ihre Geschichte, Aufgabe und Organisation unter besonderer Berücksichtigung der Greifswalder Verhältnisse. Bruncken, Greifswald [1919].
- Los von Versailles! Der Weg ins Freie. Hammerschmid, Hagen 1922.
- Völkerbundgedanke und Völkerbund. Diesterweg, Frankfurt a. M. 1925.
- 1914-1934. Zwanzig Jahre deutscher Geschichte. Diesterweg, Frankfurt a. M. 1934, letzte Ausgabe: 5. bis zur Gegenwart ergänzte Auflage, [1937].
- Deutsche Wehrhaftigkeit im Wandel der Jahrhunderte (= Bausteine für Geschichtsunterricht und nationalpolitische Schulung.) Quelle & Meyer, Leipzig 1938.
- Volk und Reich der Deutschen. Geschichtsbuch für Oberschulen und Gymnasien. Verlag von Otto Salle, Frankfurt am Main.
  - Klasse 1: Von Führern und Helden. Erzählungen aus der deutschen Geschichte. Von Hans Reppich, Walther Hohmann (Hrsg.), 1942.
  - Klasse 5: Von 1871 bis zur Gegenwart. Bearbeitet von Walther Hohmann und Wilhelm Schiefer, 1942.
  - Klasse 7: Von der deutschen Ostsiedlung bis zu den Anfängen Bismarcks. Bearbeitet von Walter Hohmann und Wilhelm Schiefer, 1941.
  - Klasse 8: Von Bismarck bis zur Gegenwart. Bearbeitet von Walter Hohmann, 1941.